# Poisson Hill
Der Poisson Hill (in Chile Promontorio Poisson) ist ein 80 m hoher und abgerundeter Hügel auf Greenwich Island im Archipel der Südlichen Shetlandinseln. Er ragt 500 m nordöstlich der Iquique Cove auf.
Sein 1971 durch das UK Antarctic Place-Names Committee ins Englische übertragene Name erscheint erstmals auf einer chilenischen Landkarte aus den 1950er Jahren. Namensgeber ist Maurice Raoul Poisson Eastman (1926–2006), der 1947 die offizielle Eröffnung der nahegelegenen Arturo-Prat-Station vorgenommen hatte.